# Микита Бура
Микита Бура (пол. Mykyta Bura; 18 квітня 1896, Великий Олексин Рівненського повіту — 6 червня 1985, Канада) — український політик, педагог, депутат 3-го, 4-го і 5-го сейму Польської Республіки (1918-39).

## Життєпис
Народився в селянській родині. У 1920 році закінчив педагогічні студії. Селянин, власник господарства площею 12 га в селі Городок на Поліссі. Під час Першої світової війни служив в австро-угорській армії, потім у Галицькій армії. У 1920—1924 рр. — учитель початкової школи Рівненського повіту. З 1922 року працював на громадських засадах у місцевому та окружному уряді, був старостою та радником Рівненської гміни. Депутат повітового відділу в Рівному та делегат воєводської ради, радник Волинської сільськогосподарської палати.
Секретар, а з 1930 р. голова Окружної управи Волинського Українського об'єднання у Рівному.
Депутат 3-го, 4-го та 5-го скликань Сейму, отримав мандат:
- в 1930 р. за списком № 1, виборчий округ № 57 (Луцьк)
- у 1935 і 1938 рр. — за списком № 59 (Рівне)

Він був членом таких клубів: з 1930 — Безпартійний блок співпраці з урядом; немає даних з 1935 р.; з 1938 Українська репрезентація Волині (віце-президент). У 1930 році працював у комісіях зв’язку (як заступник члена) та боротьби з високими цінами. У 1935 році — в комісіях адміністративного і місцевого управління (з грудня 1936 року), сільського господарства, охорони здоров’я та соціального забезпечення. З 1938 року — в комісії у справах сільського господарства. У 1928—1930 роках депутат за списком № 1 у виборчому окрузі № 57 (Луцьк). У Сеймі 4-го скликання, у червні 1938 року, був обраний до Спеціальної комісії з питань забезпечення.
Після початку Другої світової війни опинився на території Радянського Союзу, був арештований окупаційною владою і разом з родиною вивезений на Сибір. Завдяки зусиллям польської влади в еміграції, яка розглядала його кандидатуру на членство в Національній Раді Республіки Польща, залишив країну з Армією Андерса і в серпні 1943 року був переправлений до Великої Британії. Його планувалося використати для пропольської прокламації як представника українців «галицько-волинських» земель, тому ідея включення його до складу Національної ради в різних формах підтримувалася до кінця війни.
Розпочавши службу керівником канцелярії головного православного капелана архієпископа Сави Совєтова у складі польських збройних сил у Великій Британії, він активно включився в українське громадське життя. У серпні 1945 року він очолив тимчасову управу Союзу Українських Вояків у Польських Збройних Силах. Його лідерські якості проявилися і в обранні першим головою Союзу Українців у Великій Британії в січні 1946 року, де він успішно працював протягом двох років. У 1947 році він долучився до створення Української Автокефальної Православної Церкви у Великій Британії та став членом її керівного органу.
До 1948 року жив у Лондоні, потім у Канаді.